# Michael Schramm (Theologe)

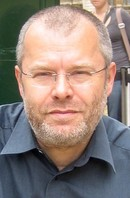
Michael Schramm, im Juli 2013

Michael Schramm (* 22. September 1960 in Bad Brückenau) ist ein deutscher Theologe und Wirtschaftsethiker.
Schramm wurde 1989 promoviert und 1993 habilitiert. Von 1995 bis 2001 lehrte er an der Theologischen Fakultät Erfurt. Seit 2001 hat er an der Universität Hohenheim den Lehrstuhl für „Katholische Theologie und Wirtschaftsethik“ inne.
Schramm war von 2006 bis 2009 Sprecher der Arbeitsgemeinschaft „Christliche Sozialethik“, ist seit 1996 Mitglied des Ausschusses „Wirtschaftswissenschaften und Ethik“ im „Verein für Socialpolitik“ und seit 2010 Mitglied der „Deutschen Whitehead Gesellschaft“.
Sowohl theologisch als auch wirtschaftsethisch vertritt Schramm eine Konzeption, die in der Tradition der Prozessphilosophie Alfred North Whiteheads steht. Aktuell beschäftigt er sich mit dem Forschungsprogramm einer „Business Metaphysics“.

## Schriften (Auswahl)
- Wirtschaftsmetaphysik. Konturen eines aktuellen Forschungsprogramms (Kirche und Gesellschaft Grüne Reihe Nr. 445, hrsg. von der Katholischen Sozialwissenschaftlichen Zentralstelle). J.P. Bachem Medien, Köln 2017, ISBN 978-3-7616-3197-3.
- Business Metaphysics, in: Forum Wirtschaftsethik (Jahresschrift des DNWE) 22. Jahrgang (2014), S. 51–58. Download PDF
- Der unterhaltsame Gott. Theologie populärer Filme, Paderborn/München/Wien/Zürich: Schöningh 2008, 2. verbesserte und erweiterte Aufl. 2011, ISBN 978-3-506-76444-7.
- Elke Mack/Michael Schramm/Stephan Klasen/Thomas Pogge (Ed.): Absolute Poverty and Global Justice. Empirical Data – Moral Theories – Initiatives (Law, Ethics and Economics), London: Ashgate 2009.
- Ökonomische Moralkulturen. Die Ethik differenter Interessen und der plurale Kapitalismus (Ethik und Ökonomie; Bd. 5), Marburg: Metropolis 2008.
- Das Gottesunternehmen. Die katholische Kirche auf dem Religionsmarkt, Leipzig: Benno 2000.
- Der Geldwert der Schöpfung. Theologie – Ökologie – Ökonomie, Paderborn/München/Wien/Zürich: Schöningh 1994.
- Prozeßtheologie und Bioethik. Reproduktionsmedizin und Gentechnik im Lichte der Philosophie A. N. Whiteheads (Studien zur theologischen Ethik, Bd. 34), Freiburg (Schw.)/Freiburg (Br.)/Wien: Herder/Universitätsverlag 1991.